# ZigBee

Logo ZigBee

ZigBee – specyfikacja protokołów transmisji danych w sieciach bezprzewodowych topologii siatki (mesh), drzewo klastrowe (cluster tree). Sieci oparte na ZigBee charakteryzują się niskim poborem energii, małymi przepływnościami (do 250 kbps) oraz zasięgiem między węzłami rzędu 100 m. Typowymi zastosowaniami są sieci sensorowe, sieci personalne (WPAN), automatyka domowa, systemy alarmowe, systemy monitoringu. Nazwa odnosi się do tańca wywijanego pszczół miodnych, który wykonują po powrocie do ula.
Specyfikacja ZigBee dla niższych warstw PHY i MAC wykorzystuje standard IEEE 802.15.4, który zapewnia transmisję bezprzewodową w pasmach 2,4 GHz (globalnie) oraz 868 MHz i 915 MHz (w wybranych rejonach świata). Metoda dostępu do medium to CSMA/CA. Modulacja dla 868/915 MHz to BPSK, a dla 2,4 GHz to O-QPSK. W paśmie 2,4 GHz przewidziano 16 kanałów o szerokości 5 MHz.

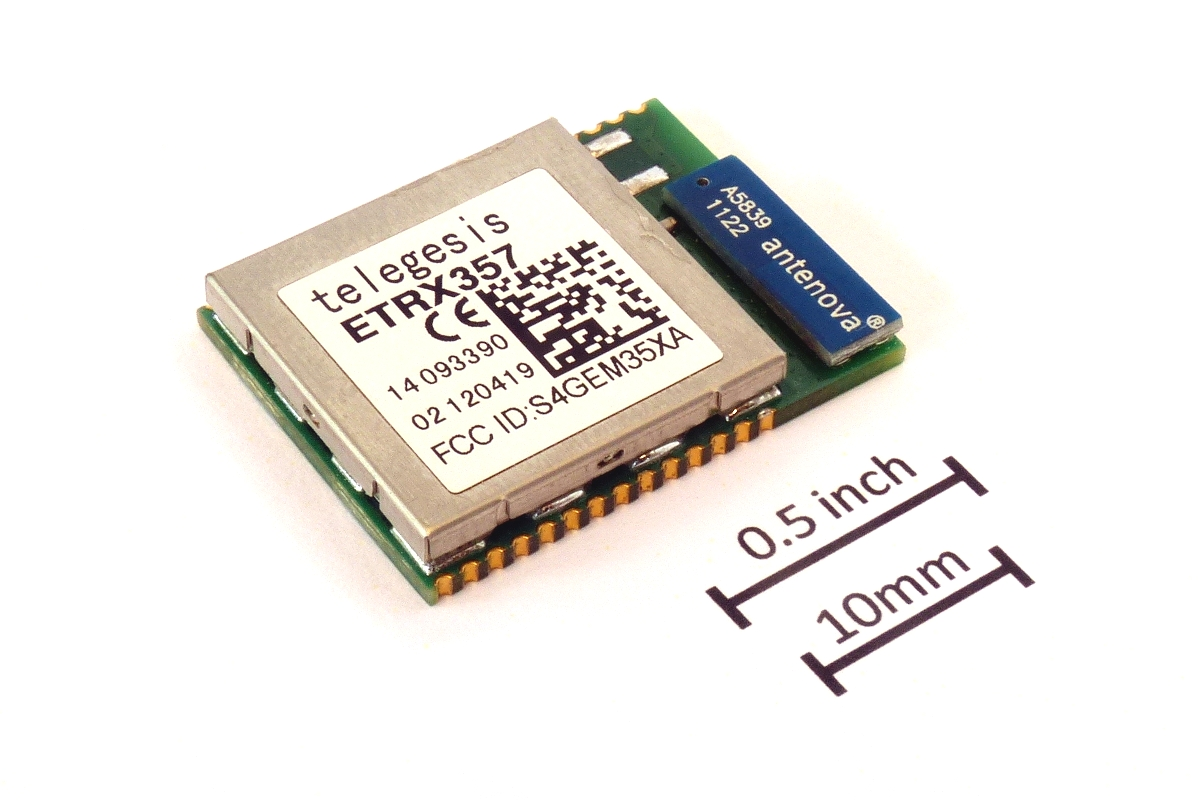
Przykładowy moduł Zigbee

Urządzenia ZigBee dzielą się na 3 typy:
- koordynator (ZigBee Coordinator – ZC): dla każdej sieci może występować tylko jedno takie urządzenie, służy jako węzeł początkowy, do którego mogą się przyłączać pozostałe urządzenia; zazwyczaj pełni rolę urządzenia zbierającego dane,
- router (ZigBee Router – ZR): przekazuje pakiety dalej, umożliwia wiele przeskoków (multihop routing),
- urządzenie końcowe (ZigBee End Device – ZED): przesyła dane do routera, do którego jest przyłączone; może być czasowo usypiane w celu zmniejszenia zużycia energii.

Technologia ZigBee jest rozwijana przez ZigBee Alliance. Jest to organizacja zrzeszająca ponad 150 firm z całego świata w celu wspólnego rozwoju specyfikacji ZigBee. Opracowana w 1998 roku, ustandaryzowana w 2003 roku i zaktualizowana w 2006 roku. W 2016 roku wprowadzono specyfikację ZigBee 3.0.